# ミルキィホームズ 探偵学院放送室3
『ミルキィホームズ 探偵学院放送室3』（ミルキィホームズ たんていがくいんほうそうしつ スリー）は、2011年4月から同年12月までHiBiKi Radio Stationにて放送されていたインターネットラジオ番組。

## 概要
声優などとして活動する三森すずこ、徳井青空、佐々木未来、橘田いずみがパーソナリティを務めるトーク番組である。4名とも響に所属する若手の声優であり、声優ユニット「ミルキィホームズ」を構成するメンバーである。毎回、この4名によるトークを中心に、番組内のさまざまな企画を繰り広げる形式の番組である。

## 放送の形態
この番組を制作する響によって運営されるウェブサイト「HiBiKi Radio Station」にて、ストリーミング形式で配信された。2011年4月19日から2011年12月27日にかけて、毎週火曜日に更新されている。

## 関連番組
なお、類似する名称のラジオ番組として、2010年から2011年にかけてラジオ大阪にて放送されていた『ミルキィホームズ 探偵学院放送室2』が挙げられる。しかし、番組の名称自体は類似しているが、『ミルキィホームズ 探偵学院放送室2』はラジオ大阪で放送される地上波ラジオであるのに対し、当番組はインターネットラジオという形式を採っている。また、タイトル自体は似ているものの、番組内のコーナーはほぼ全て変更されており、内容自体に共通点は全くない。同様に、2009年から2010年にかけて響にて配信されていた『ミルキィホームズ 探偵学院放送室』も、番組の名称自体は類似しているものの、番組の内容自体には共通する点はない。

## 番組の内容
前述の通り、番組内容は大幅にリニューアルされている。番組冒頭においては「気持ちと装いと番組タイトルを、ちょっと新たにして始まりました」と説明された。また、公式ウェブサイトでは「3となって、さらにレベルアップ!」したと称している。三森すずこ、徳井青空、佐々木未来、橘田いずみの4名がパーソナリティを務めているが、全員同時にトークするだけでなく、そのうちの1人だけでパーソナリティを務める「ソロコーナー」が設けられている。常に複数名でパーソナリティを務めていた『ミルキィホームズ 探偵学院放送室』や『ミルキィホームズ 探偵学院放送室2』とは、大きく異なる特徴である。
また、『ミルキィホームズ 探偵学院放送室』は『雨上がりのミライ』、『ミルキィホームズ 探偵学院放送室2』は『正解はひとつ!じゃない!!』を主題歌としていた。この『雨上がりのミライ』はゲーム『探偵オペラ ミルキィホームズ』のオープニングテーマであり、『正解はひとつ!じゃない!!』はアニメ『探偵オペラ ミルキィホームズ』のオープニングテーマであり、それぞれ「Project　MILKY HOLMES」に関連するゲームやアニメのパブリックリレーションを兼ねていた。しかし、当番組の主題歌である『恋の調査報告書』は、ニワンゴのインターネットテレビ番組『電波研究社』のエンディングテーマであり、「Project　MILKY HOLMES」に直接的な関連のある番組の主題歌ではない。このように、「Project　MILKY HOLMES」の広報色は薄まり、パーソナリティにスポットを当てた内容が多くなっている。
また、番組冒頭の挨拶では、「みるるんきぃ」を使用している。この挨拶はテレビアニメ『探偵オペラ ミルキィホームズ』にてキャラクターデザインと総作画監督を務めた沼田誠也が最初に提唱したものであり、広く一般に広めるよう沼田が望んだため採用された。

## コーナー
この台詞の正解はひとつ! じゃない!
「Project MILKY HOLMES」の各作品中の台詞のなかから、一部を抜粋し、それを改編して面白さを競うコーナーである。
ミルキィファクターファクトリー
リスナーが、メインパーソナリティのボキャブラリーにない単語を予想し、それを投稿するコーナーである。 メインパーソナリティは、本当の意味を知らないまま、推測でその単語の意味を順番に披露し、もっともそれらしい解説はどれなのか競う。
青空の、やってけ! お悩み相談室〜
徳井青空が単独でパーソナリティを務めるコーナーである。リスナーからの人生相談に対し、徳井が回答する。なお、徳井は普通に回答するのではなく、『探偵オペラ ミルキィホームズ』のキャラクターであるシャーロック・シェリンフォード、エルキュール・バートン、コーデリア・グラウカ、さらに『ミルキィホームズ 探偵学院放送室』のキャラクターであるくるみ先輩の物真似をしながら回答する。
未来のおらが占ってけるーーーーー!
佐々木未来が単独でパーソナリティを務めるコーナーである。リスナーから提供される情報を基に、佐々木が占いを行い、その結果を告げる。なお、佐々木は普通に回答するのではなく、岩手県の名所旧跡の紹介を織り交ぜつつ、南部弁、伊達弁、三陸弁に近い方言を駆使して回答する。そのため、通常の日本語話者にはほとんど理解できないコーナーとなっている。
みもりんの、趣味ゲットステーション!
三森すずこが単独でパーソナリティを務めるコーナーである。リスナーから進められた趣味に三森が挑戦し、気に入った趣味を「お気に入りカルチャー」として殿堂入りする。殿堂入りされたものは、公式サイトの三森のプロフィール欄に追加される。
いず様の妄想タイム♪
橘田いずみが単独でパーソナリティを務めるコーナーである。「恋愛」などのあらゆる題材をもとに、橘田が妄想をする。

## パーソナリティ
- 三森すずこ（シャーロック役）
- 徳井青空（ネロ役）
- 佐々木未来（エリー役）
- 橘田いずみ（コーデリア役）

## ゲスト
- 中村伸行（37回。ブシロード所属プロデューサー）